# بدسل
بدسل (به آلمانی: Bad Zell) یک منطقهٔ مسکونی در اتریش است که در ناحیه فرایشتات واقع شده‌است. بدسل ۴۵٫۵ کیلومتر مربع مساحت دارد ۵۱۵ متر بالاتر از سطح دریا واقع شده‌است.